# Staustufe Grevenmacher–Wellen

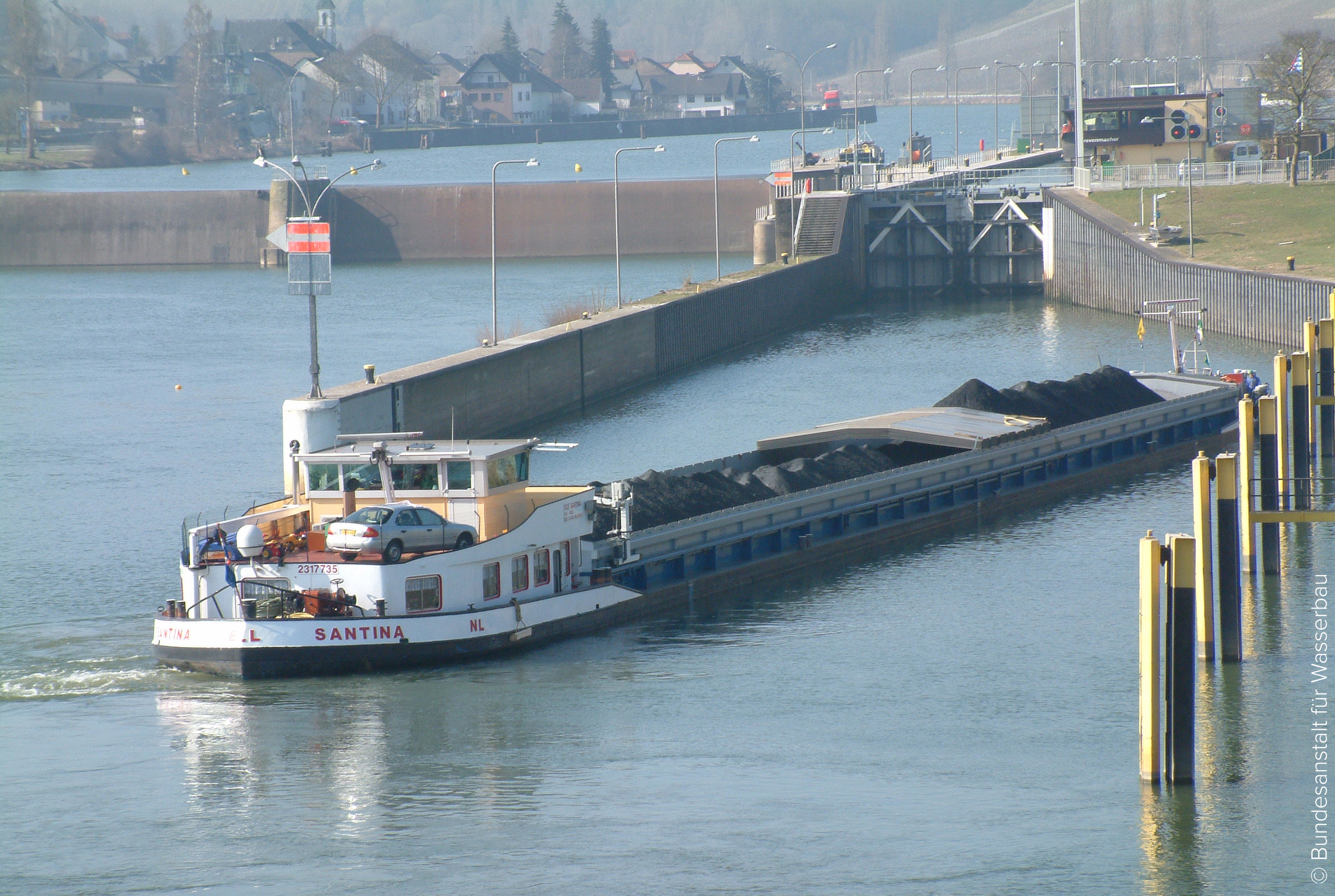
Staustufe (2003)

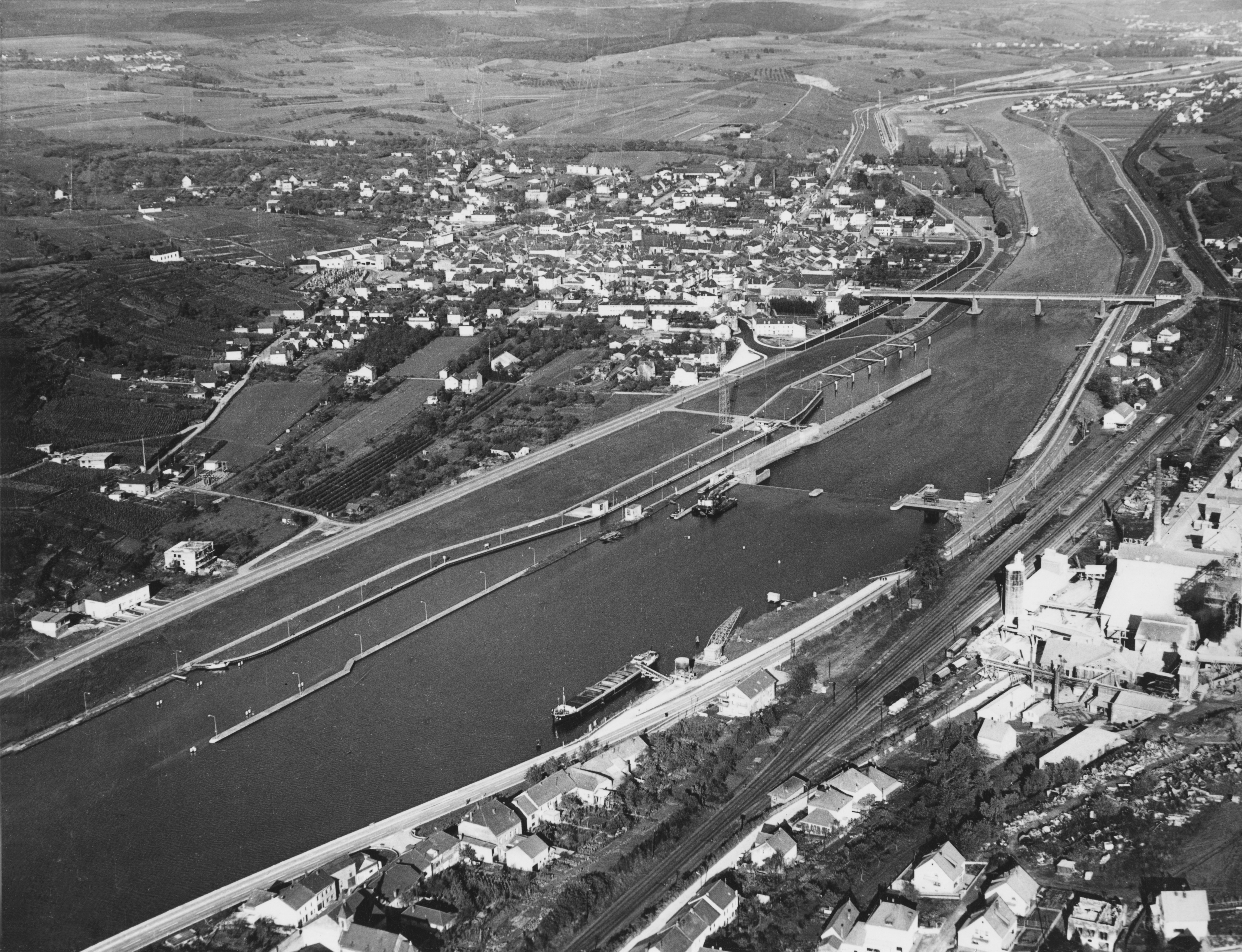
Bereich der Staustufe (1964)

Die Staustufe Grevenmacher–Wellen an der Mosel zwischen der luxemburgischen Stadt Grevenmacher im Kanton Grevenmacher und der deutschen Gemeinde Wellen in Rheinland-Pfalz liegt im gemeinschaftlichen deutsch-luxemburgischen Hoheitsgebiet, sie entstand 1964 im Zuge der Moselkanalisierung.
Die Staustufe liegt am Mosel-km 212,83 (etwa 500 Meter oberhalb der Moselbrücke Wellen–Grevenmacher) und hat eine Stauhaltung von 17,03 km. Das Stauziel liegt bei 136,50 m Meereshöhe, die Fallhöhe beträgt 6,25 m. Die Schiffsschleuse hat die Maße 170 mal 12 Meter, die Bootsschleuse misst 18 mal 3,30 Meter. Darüber hinaus gibt es noch einen Kajaksteg und eine Fischtreppe.
Das angeschlossene Laufwasserkraftwerk hat eine Leistung von 7,8 Megawatt, es wird betrieben durch die Société électrique de l’Our, die an der Mosel auch noch die Wasserkraftwerke Stadtbredimus/Palzem und Apach/Schengen sowie weitere vier in Frankreich betreibt.